# Візок

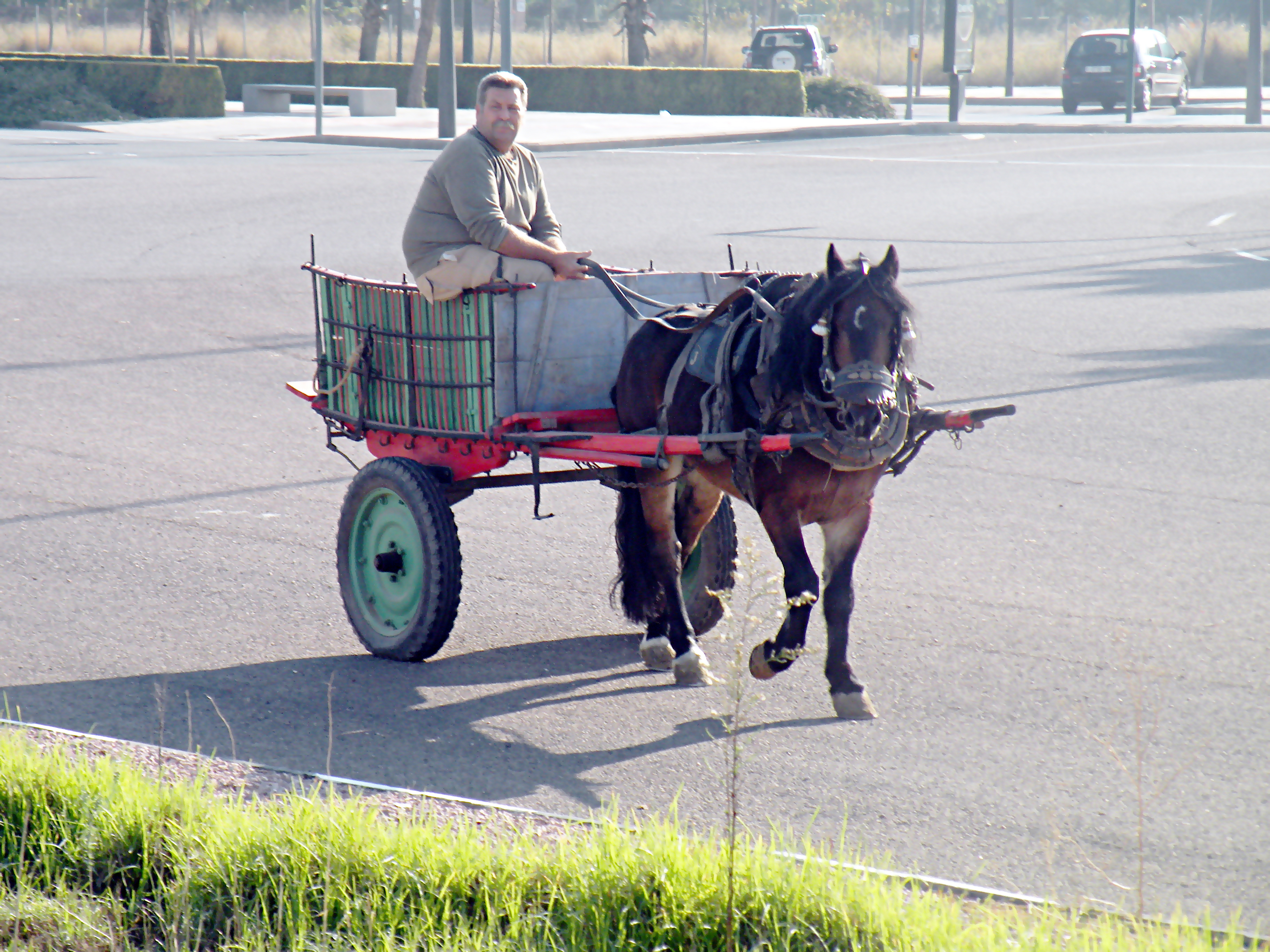
Сучасний візок на пневматичних шинах. Валенсія 2011 рік.

Візо́к, або во́зик — транспортний засіб, призначений для переміщення по твердій поверхні вантажів або пасажирів з використанням сили м'язів тварин або людини; жива істота, яка тягне візок, розташовується при переміщенні поза ним.

## Будова візка

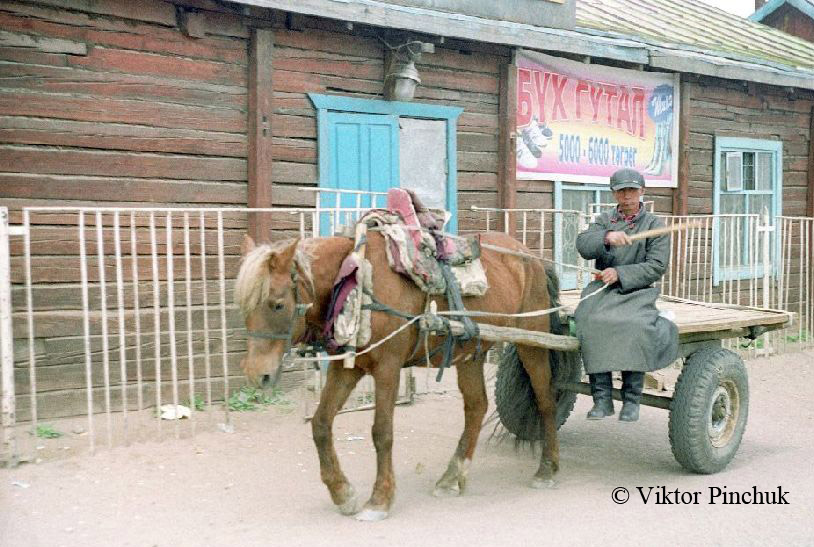
Візок в місті Мурен, Монголія 2007 рік.

Візок складається з таких основних частин:
- Рама — основа візка, до якої кріпляться осі (часто з допомогою ресор), кузов і елементи упряжі. Передня частина рами (зі стельвагою і передньою віссю) іноді називається «передком» (не плутати з іншим значенням цього слова, яке означає «сидіння для візника»).
- Осі — служать для кріплення коліс. Передню вісь часто споряджають шворнем для полегшення поворотів, для цієї ж мети може використовуватися трапеція Аккермана з двома шворнями.
- Колеса — складова ходової частини, на санях і волокушах замість них використовують полози.
- Упряж — пристрій для запрягання коней до візка. Зазвичай складається з стельваги, прикріпленої до передньої частини візка, дишля (іноді голобель) і посторонків, а також хомута (або шорки), шлей і віжок. У волячому запрягу використовуються ярмо і війя.
- Передо́к — місце для візника (кучера) попереду візка. Інші назви — пере́д, ко́зла, ко́зли.
- Кузов, ящик, васаг — верхня частина візка, призначена для розміщення пасажирів чи вантажу.

## Класифікація
За сферою застосування вози ділять на пасажирські та вантажні (раніше існували також військові вози), за наявністю коліс — на колісні та безколісні (волокуші, сани, тощо).
У свою чергу колісні візки можуть бути одновісними, двовісними та багатовісними.
У деяких випадках вози забезпечуються гальмами, як механічними, так і пневматичними, гідравлічними тощо.
Вантажопідйомність візків визначається припустимим навантаженням на вісь, і може в гужовому транспорті доходити до 750 кг (для одновісних) і до двох тонн (для двовісних).
Унікальним зразком безосьового візка була рама, на якій був перевезений «Грім-камінь».
Сучасні колісні візки нерідко оснащуються пневматичними шинами та світлосигнальною апаратурою, наприклад, катафотами.

## Типи візків
Цей список не є повним, ви можете допомогти проєкту, доповнивши його

### Пасажирські візки

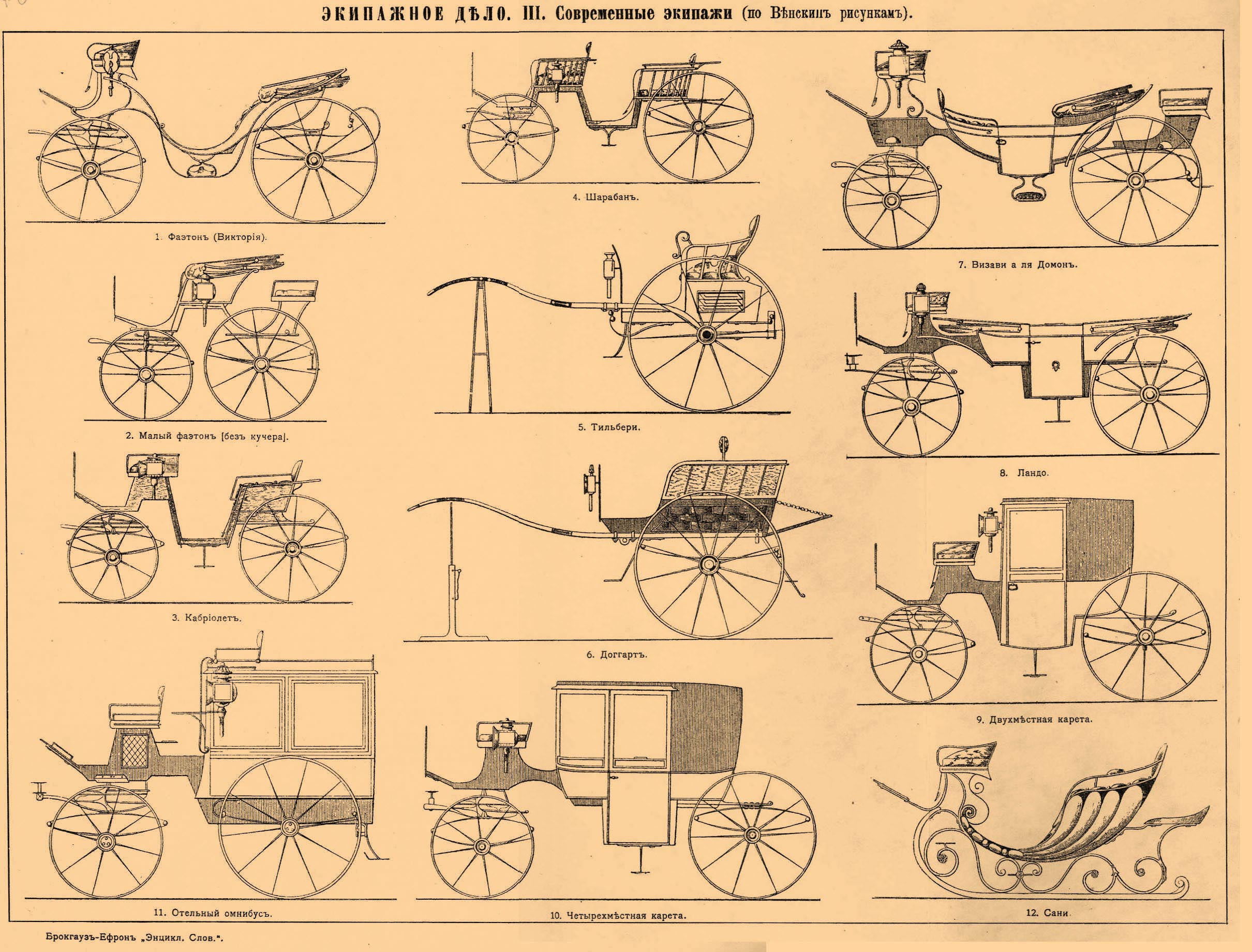
Типи екіпажів початку XX ст., ілюстрація зі Словника Брокгауза і Ефрона. Зліва направо: фаетон «Вікторія», шарабан, візаві, малий фаетон (без кучера), тильбері, ландо, кабріолет, доггарт, двомісна карета, готельний омнібус, чотиримісна карета, сани

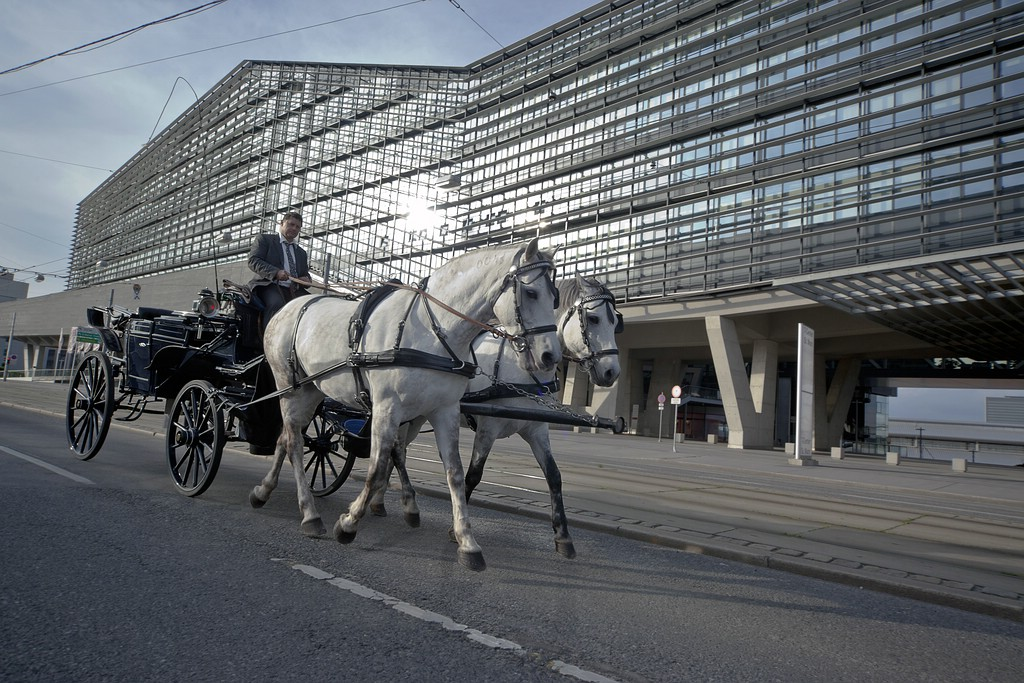
Фіакр

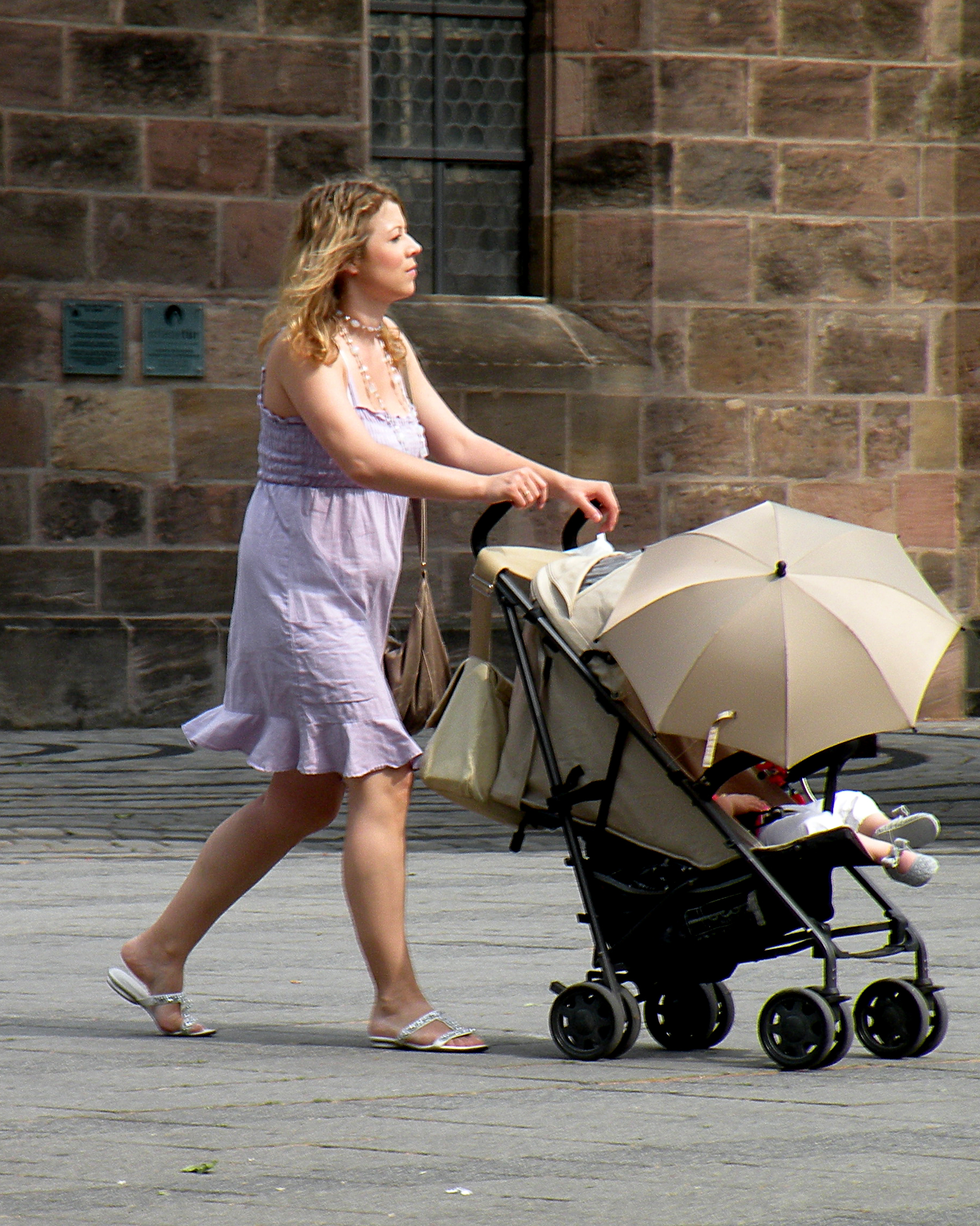
Дитячий візочок

- Двоколка, біда́ — двоколісний однокінний візок на одну або дві особи
- Екіпаж, заст. повіз — загальна назва легких ресорних пасажирських повозок[1].
- Карета — критий візок на ресорах.
  - Дормез — велика карета для далеких поїздок зі спальними місцями.
  - Коч — старовинний екіпаж на ресорах.
  - Ридва́н — велика карета для далеких подорожей, запряжена 6—12 кіньми, використовувалася в XVIII — на початку XIX ст.
- Диліжанс — великий багатомісний пасажирський або поштовий візок, який широко використовувався в XIX столітті.
- Кибитка — візок-житло кочових народів Азії.
- Коляска — легкий маломісній візок з відкритим верхом; коляскою також називають дитячий візок.
  - Візаві — коляска з повернутими одне до одного сидіннями.
  - Тильбері
  - Фаетон — варіант коляски.
  - Ландо — коляска зі складаним верхом.
  - Фіакр — легкий найманий екіпаж у містах Західної Європи
- Купе — двомісний пасажирський візок.
- Кабріолет — легкий одновісний пасажирський візок зі складаним дахом.
- Бричка — легкий напівкритий візок.
- Дрожки — легкий чотирьохколісний відкритий візок для коротких поїздок.
  - Бігові дрожки (бігунки) — легкий двомісний візок.
  - Прогонка («прогонові дрожки») — варіант дрожок для візників.
  - Каліберні дрожки («калібер») — безпружинна прогонка середини XIX століття. Одномісний калібер називався «гітарою».
  - Лінійка (також котки) — довгі дрожки, зазвичай з можливістю всістися по обидва боки спиною один до одного.
- Гойдалка — легкий двоколісний одномісний візок для кінних бігів.
- Омнібус — вид громадського транспорту, попередник автобуса.
- Повозка — будь-який колісний перевізний засіб простої будови, без ресор.
- Прольотка — легкий чотириколісний екіпаж на два місця з відкритим верхом.
- Тарантас — чотирьохколісний кінний візок, поширений в Росії в першій половині XIX століття.
- Тарадайка, таратайка — легкий, зазвичай двоколісний візок з відкидним верхом[2][3].
- Сицилійський візок — національний візок на Сицилії.
- Шарабан — вид багатомісного пасажирського візка, що з'явився у Франції на початку XIX століття.
- Егоїстка — невеликий візок, розрахований на одну людину.
- Фургон — критий візок із круглим дахом.
- Коляска рикші — відкритий або забезпечений тентом візок, як правило, на одного пасажира. Приводиться в рух м'язовою силою візника (рикші).
- Дитячий візок — візок для одного або двох дітей, який переміщує людина, розташована по ходу ззаду, або візок, причеплений до велосипеда.

### Вантажні візки

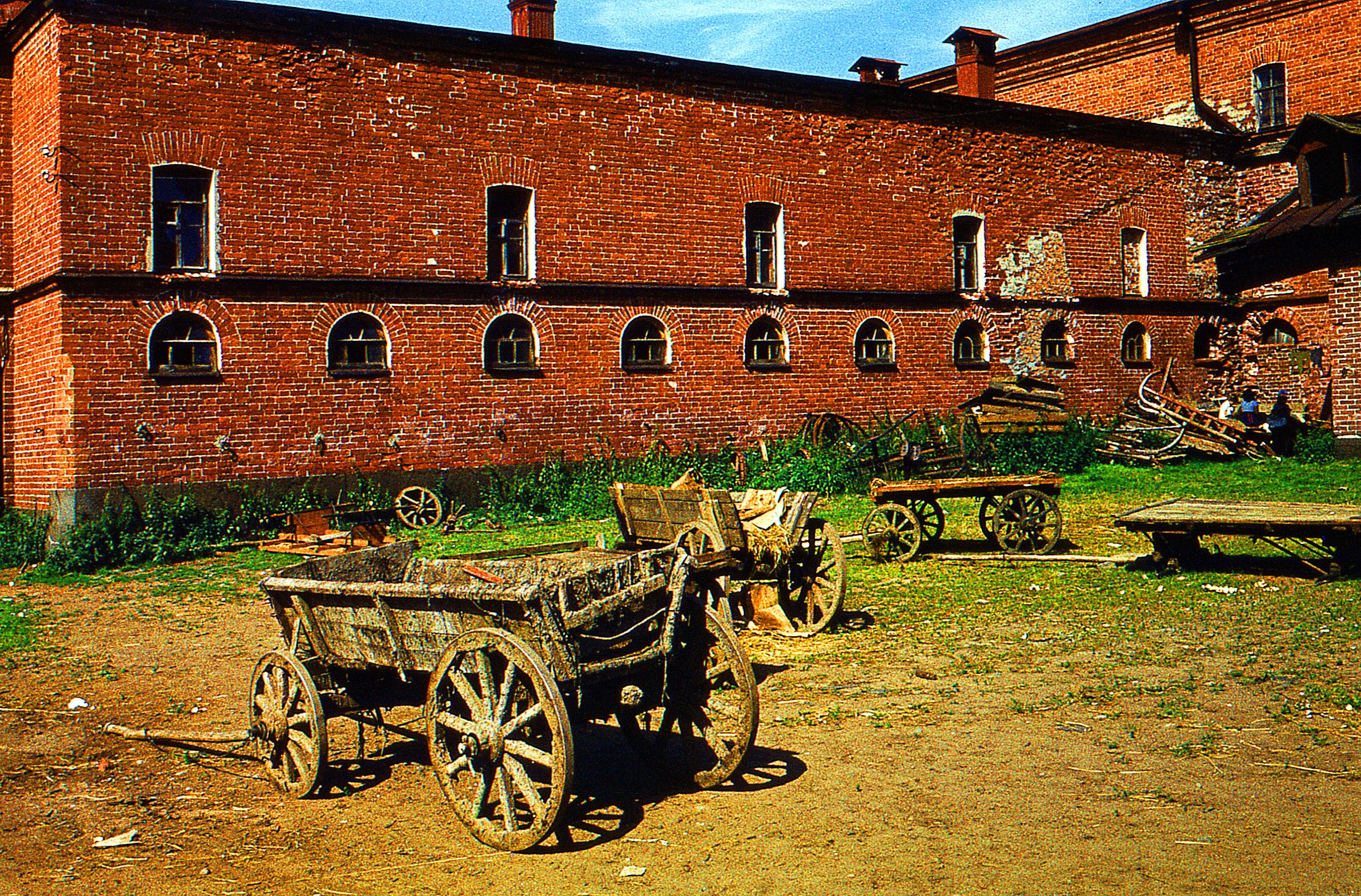
Віз на господарському дворі монастиря. Острів Валаам

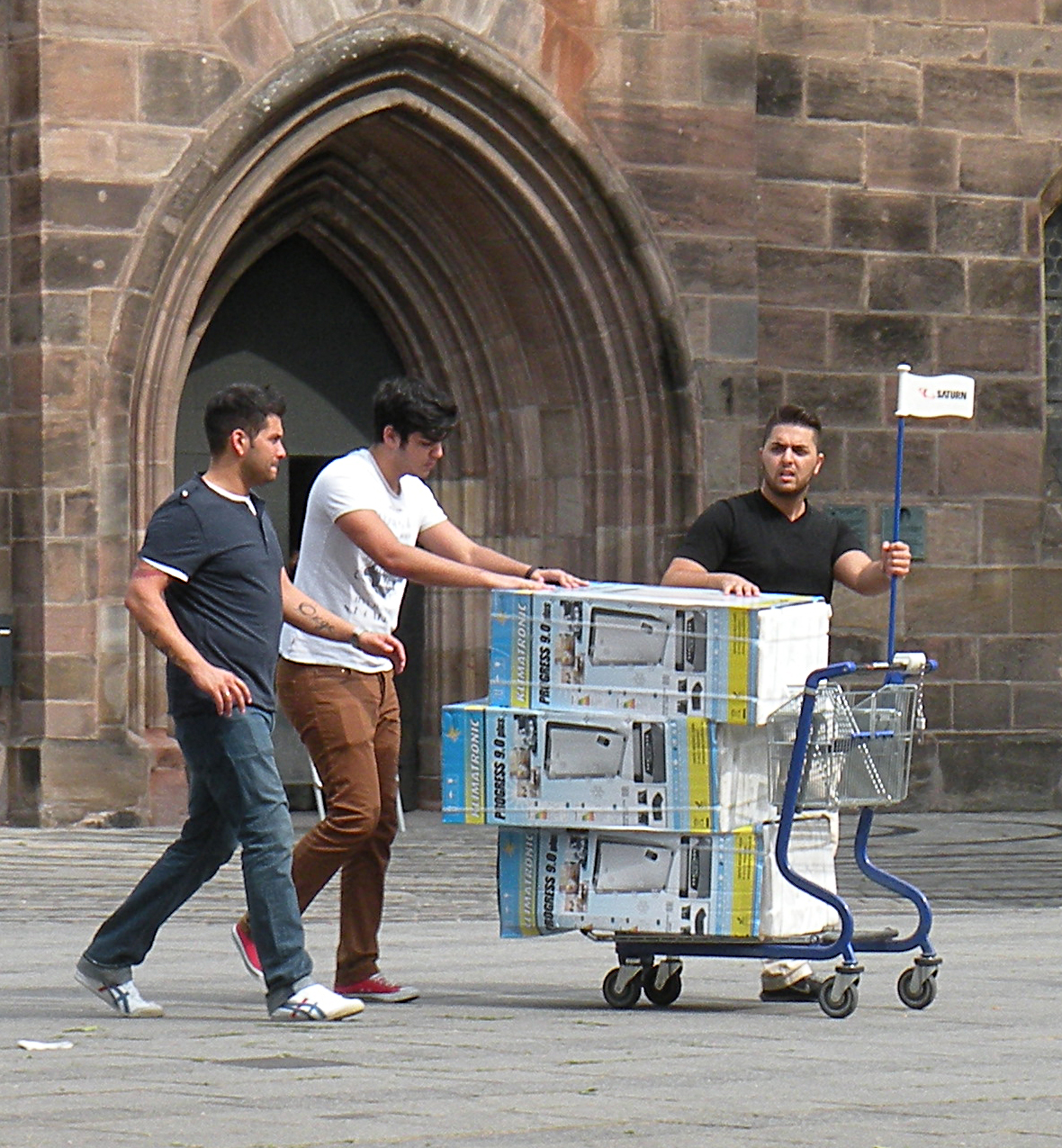
Вантажний візок

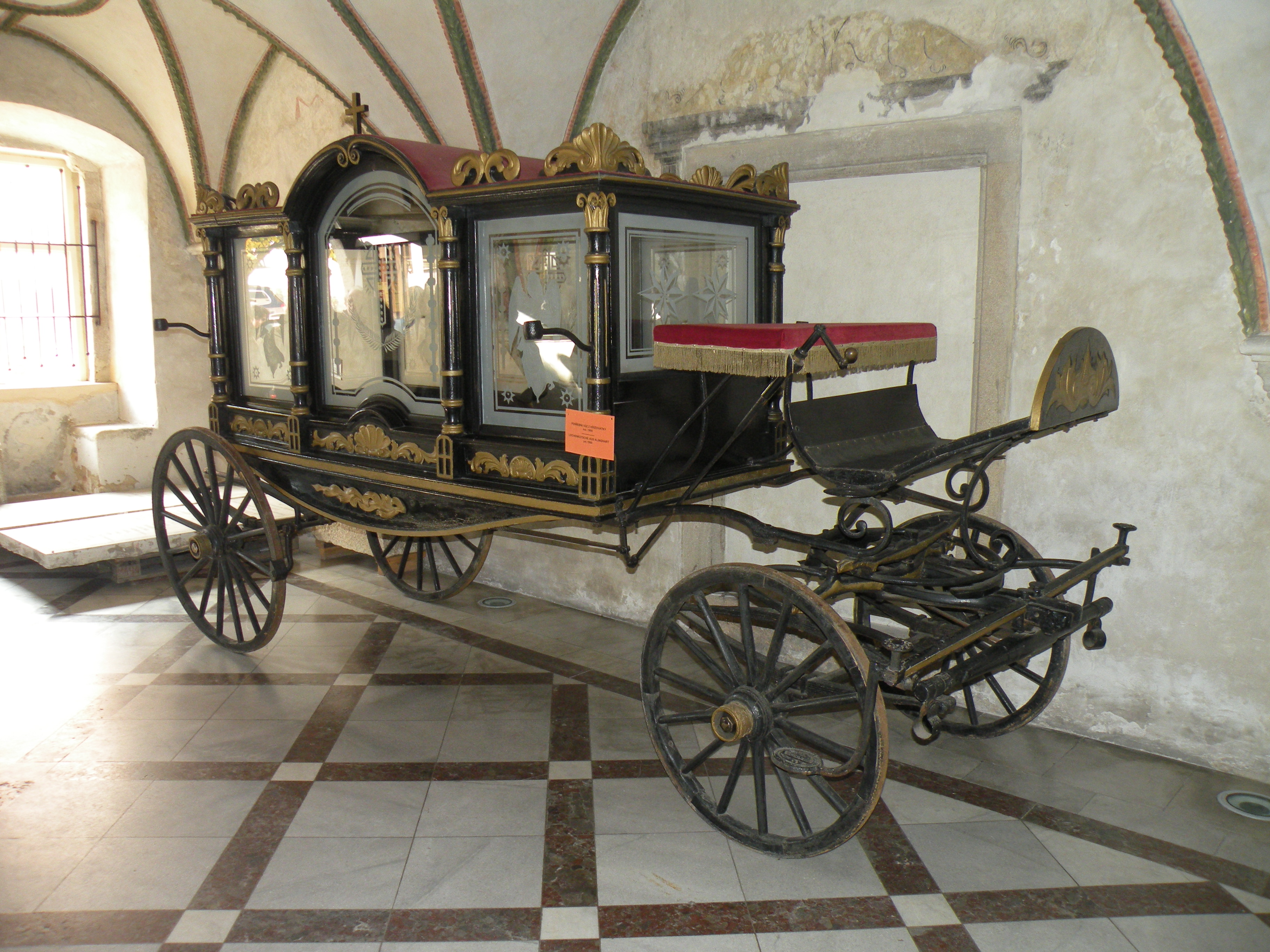
Катафалк з музею міста Хеб

- Гарба — двохколісний візок із колесами великого діаметра.
- Віз — транспортний чотирьохколісний візок. Критий віз іноді називають фургоном.
- Фура (хура, зах. фіра) — великий, часто критий віз; військовий віз.
- Дроги — довгий без кузова віз для перевезення великих вантажів.
- Биндюги, бендюги — простий вантажний віз.
- Катафалк — легкий критий візок для перевезення небіжчиків на цвинтарі.
- Тачка — одноосьовий, тому легко керований візок для полегшення переміщення вантажів м'язовою силою однієї (рідше двох) людини (людей); частіше штовхається поперед себе; на одному чи двох колесах.
- Ручний візок — одно- або багатовісний візок для переміщення вантажів на короткі відстані.

### Бойові візки
- Колісниця
- Бойовий віз — чотирьохколісні бойові візки своєрідної конструкції застосовували хетти та гусити.
- Тачанка — використовувалася під час Громадянської війни в Росії.
- Артилерійський передок — двоколісний візок для перевезення кінною тягою гармат
- Зарядний ящик — віз із встановленим на ньому ящиком для боєприпасів

### Спеціалізовані візки
- Польова кухня
- Пересувна майстерня
- Пересувна торгова точка
- Пересувний медико-санітарний пункт
- Пересувна церква

## На полозах

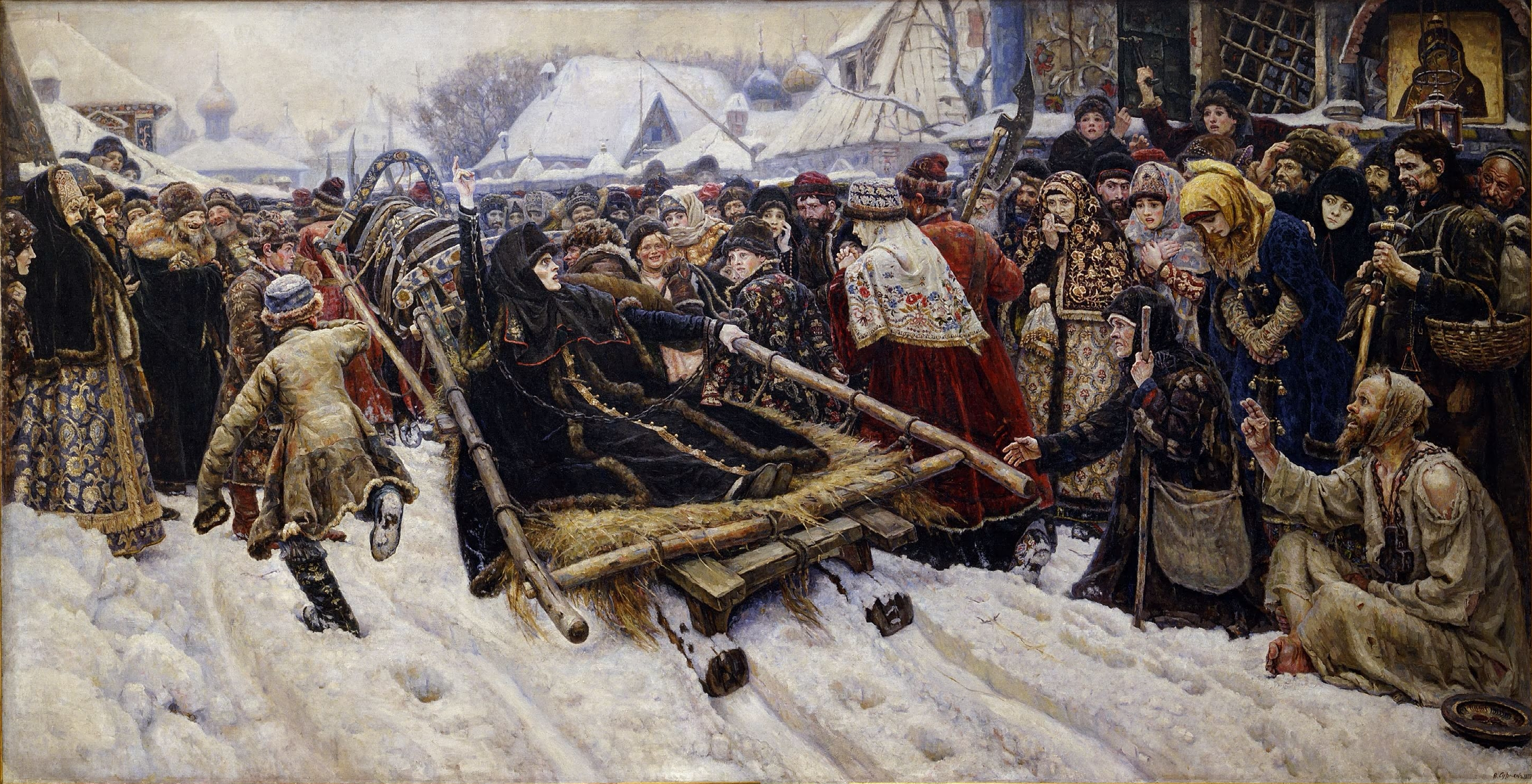
Їзда взимку в санях (Картина В.Сурикова «Бояриня Морозова»)

Візки на полозах зазвичай називаються саньми. Найбільш відомі типи саней:
- Сани — загальна назва транспортних засобів на полозах
- Розвальні — відкритий візок на полозах, який розширюється в задній частині.
- Дровні — вантажні сани без кузова.